# يوم ذات الحناظل
يَومُ ذَاتِ الحَنَاظِل أحد أيام العرب في الجاهلية، لبني كعب من تميم على بني أسد.

## المعركة
وبعد يوم الجفار أغار عمرو بن أبير، في بني كعب بن سعد بن زيد مناة بن تميم على بني أسد، فصادفوهم بذات الحناظل، فاقتتلوا قتالا شديدا، فَقَتَلَ عمرو بن أبير معقل بن عامر، وانهزمت بنو أسد وقتل منهم نفر، وأصابت تميم سبيا ونعما.

فقالت أخت معقل ترثيه:
وقال عمرو بن أبير في ذلك: